# Atletiek op de Olympische Zomerspelen 2012

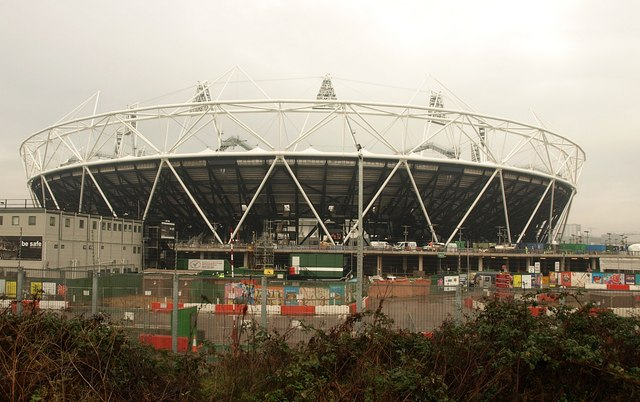
Het Olympisch Stadion in aanbouw

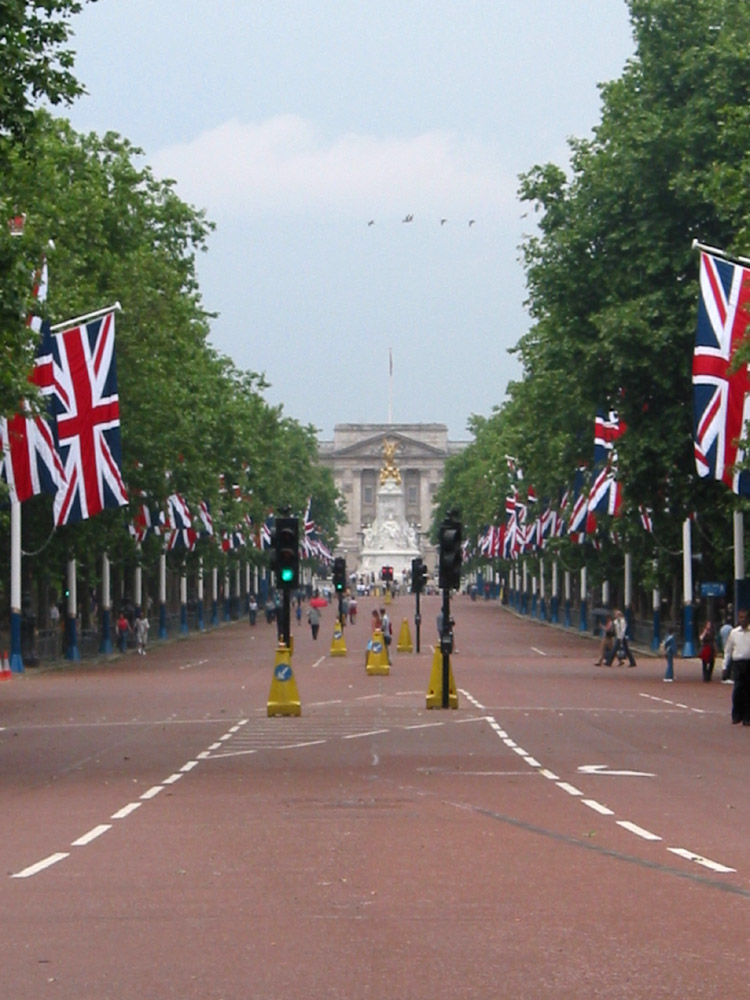
The Mall in Londen, richting Buckingham Palace

Atletiek is een van de sporten die beoefend werden tijdens de Olympische Zomerspelen 2012 in Londen.
De atletiekonderdelen werden afgewerkt tijdens de laatste tien dagen van de Spelen, van 3 tot en met 12 augustus.
Atletiek is met 47 onderdelen de omvangrijkste sport op de Spelen. Er zijn 24 onderdelen voor de mannen en 23 voor de vrouwen. Het programma is identiek aan dat van de Spelen in Peking. De onderdelen voor de vrouwen zijn bijna hetzelfde als die voor de mannen. Alleen bij het hordelopen (vrouwen 100 meter, mannen 110 meter) en bij de meerkamp (vrouwen zevenkamp, mannen tienkamp) zijn er verschillen. De 50 kilometer snelwandelen is het enige onderdeel dat alleen door mannen wordt beoefend.
Twaalf atletiekonderdelen hebben op alle edities op het programma gestaan. Dit zijn de 100m, 200m, 800m, 1500m, 110m horden, hink-stap-springen, hoogspringen, polsstokhoogspringen, verspringen, discuswerpen, kogelstoten en de marathon. Het zijn ook de enige twaalf onderdelen over alle sporten gerekend.

## Locatie
De stadiononderdelen vonden plaats in het Olympisch Stadion. De marathon en het snelwandelen werden gehouden op The Mall in het centrum van Londen.

## Kwalificatie
Deelnemers per land
In totaal namen er ongeveer 2000 atleten deel aan de atletiek. Elk land mocht met maximaal drie atleten per onderdeel deelnemen en een atleet als reserve aanmelden waarbij elke atleet aan de A-kwalificatienorm moest voldoen. Een land mocht één atleet laten deelnemen en één reserve aanmelden, als deze ten minste de minder strenge B-kwalificatienorm had gehaald.
Leeftijd
Aan de marathon en 50 kilometer snelwandelen mochten alleen atleten meedoen die in het jaar van de Spelen 20 jaar of ouder waren (geboren in 1992 of eerder). Deelnemers aan de werpnummers bij de mannen, tienkamp, 10.000 meter moesten ten minste 18 jaar zijn of worden in 2012. Deelnemers aan de overige onderdelen moesten ten minste 16 jaar zijn of worden in 2012.
Kwalificatienormen
De kwalificatienormen waren op 15 april 2011 door de IAAF vastgesteld en bekendgemaakt.
De kwalificatienorm voor de 10.000 meter, de marathon, het snelwandelen en de meerkamp moest worden gehaald tussen 1 januari 2011 en 8 juli 2012. De norm voor de overige individuele onderdelen moest worden gehaald tussen 1 mei 2011 en 8 juli 2012. De norm voor de estafettenummers tussen 1 januari 2011 en 2 juli 2012.
| Discipline                | Mannen   | Mannen   | Vrouwen  | Vrouwen  |
| Discipline                | A-limiet | B-limiet | A-limiet | B-limiet |
| ------------------------- | -------- | -------- | -------- | -------- |
| 100 m                     | 10,18    | 10.24    | 11,29    | 11,38    |
| 200 m                     | 20,55    | 20,65    | 23,10    | 23,30    |
| 400 m                     | 45,25    | 45,90    | 51,55    | 52,35    |
| 800 m                     | 1.45,60  | 1.46,30  | 1.59,90  | 2.01,30  |
| 1500 m                    | 3.35,50  | 3.38,00  | 4.06,00  | 4.08,90  |
| 5000 m                    | 13.20,00 | 13.27,00 | 15.20,00 | 15.30,00 |
| 10000 m                   | 27.45,00 | 28.05,00 | 31.45,00 | 32.10,00 |
| 100 m horden              | -        | -        | 12,96    | 13,15    |
| 110 m horden              | 13,52    | 13,60    | -        | -        |
| 400 m horden              | 49,50    | 49,80    | 55,50    | 56,65    |
| 3000 m steeplechase       | 8.23,10  | 8.32,00  | 9.43,00  | 9.48,00  |
| Hoogspringen              | 2,31 m   | 2,28 m   | 1,95 m   | 1,92 m   |
| Polsstokhoogspringen      | 5,72 m   | 5,60 m   | 4,50 m   | 4,40 m   |
| Verspringen               | 8,20 m   | 8,10 m   | 6,75 m   | 6,65 m   |
| Hink-stap-springen        | 17,20 m  | 16,85 m  | 14,30 m  | 14,10 m  |
| Kogelstoten               | 20,50 m  | 20,00 m  | 18,30 m  | 17,20 m  |
| Discuswerpen              | 65,00 m  | 63,00 m  | 62,00 m  | 59,50 m  |
| Kogelslingeren            | 78,00 m  | 74,00 m  | 71,50 m  | 69,00 m  |
| Speerwerpen               | 82,00 m  | 79,50 m  | 61,00 m  | 59,00 m  |
| Zevenkamp                 | -        | -        | 6150 pnt | 5900 pnt |
| Tienkamp                  | 8200 pnt | 7950 pnt | -        | -        |
| 20 kilometer snelwandelen | 1:22.30  | 1:24.30  | 1:33.30  | 1:38.00  |
| 50 kilometer snelwandelen | 3:59.00  | 4:09.00  | -        | -        |
| Marathon                  | 2:15.00  | 2:18.00  | 2:37.00  | 2:43.00  |

Kwalificatie-evenementen
Kwalificatie-evenementen waren de door de IAAF georganiseerde wedstrijden, of de door individuele organisaties georganiseerde wedstrijden die voldeden aan de eisen van de IAAF. Deze eisen waren: opgeleide scheidsrechters, elektronische tijdwaarneming, windmeting bij de sprints en openbare toegankelijkheid voor concurrentie. Een uitzondering gold voor de marathon en de 50 km snelwandelen. Hier werden de kwalificatie-evenementen door de IAAF aangewezen. De top 20 van het wereldkampioenschap op de marathon 2011 en de top 10 van de zogenaamde "IAAF Gold Label Marathons" in 2011 en 2012 die binnen de kwalificatietermijn vielen, plaatsten zich sowieso voor de Spelen.
Estafettenummers
Aan de estafettenummers namen zestien teams deel. Aanwijzing vond plaats op basis van de twee beste tijden die door estafetteteams van een land waren gelopen. Als een gekwalificeerd land niet mee wilde doen, werd de vrijgekomen plaats opgevuld door het eerstvolgende land. Per estafetteteam mocht een land zes atleten inschrijven. Als een land in de overeenkomende individuele afstand atleten had ingeschreven, moesten deze deelnemers, inclusief de reserve, worden opgenomen in het estafetteteam.
Niet-gekwalificeerde atleten
Indien een land geen enkele man en/of vrouw had die had voldaan aan een kwalificatienorm, dan mocht dat land alsnog zijn beste atleet (man en/of vrouw) inschrijven. Deze mocht op maximaal één onderdeel uitkomen, maar niet in de meerkamp, 10.000 meter of de 3.000 meter steeplechase. De IAAF moest hiervoor wel toestemming geven en deed dit op basis van het niveau van de deelnemer en het onderdeel waarop deze wilde uitkomen.

## Wedstrijdschema
LegendaO = ochtendsessie   A = avondsessie
Q = Kwalificatie   S = Series   ½ = Halve finales   F = Finale
| Datum →              | 3 | 3 | 4 | 4 | 4 | 5 | 5 | 5 | 6 | 6 | 7 | 7 | 8 | 8 | 8 | 9 | 9 | 10 | 10 | 11 | 11 | 12 | 12 |
| Onderdeel ↓          | O | A | O | O | A | O | A | A | O | A | O | A | O | A | A | O | A | O  | A  | O  | A  | O  | A  |
| -------------------- | - | - | - | - | - | - | - | - | - | - | - | - | - | - | - | - | - | -- | -- | -- | -- | -- | -- |
| 100 m                |   |   | Q | S |   |   | ½ | F |   |   |   |   |   |   |   |   |   |    |    |    |    |    |    |
| 200 m                |   |   |   |   |   |   |   |   |   |   | S |   |   | ½ | ½ |   | F |    |    |    |    |    |    |
| 400 m                |   |   | S |   |   |   | ½ | ½ |   | F |   |   |   |   |   |   |   |    |    |    |    |    |    |
| 800 m                |   |   |   |   |   |   |   |   | S |   |   | ½ |   | F | F |   |   |    |    |    |    |    |    |
| 1500 m               |   | S |   |   |   |   | ½ | ½ |   |   |   | F |   |   |   |   |   |    |    |    |    |    |    |
| 5000 m               |   |   |   |   |   |   |   |   |   |   |   |   | S |   |   |   |   |    |    |    | F  |    |    |
| 10000 m              |   |   |   |   | F |   |   |   |   |   |   |   |   |   |   |   |   |    |    |    |    |    |    |
| 110 m horden         |   |   |   |   |   |   |   |   |   |   | S |   |   | ½ | F |   |   |    |    |    |    |    |    |
| 400 m horden         | S |   |   |   | ½ |   |   |   |   | F |   |   |   |   |   |   |   |    |    |    |    |    |    |
| 3000 m steeplechase  | S |   |   |   |   |   | F | F |   |   |   |   |   |   |   |   |   |    |    |    |    |    |    |
| 4x100 m              |   |   |   |   |   |   |   |   |   |   |   |   |   |   |   |   |   |    | S  |    | F  |    |    |
| 4x400 m              |   |   |   |   |   |   |   |   |   |   |   |   |   |   |   | S |   |    | F  |    |    |    |    |
| Marathon             |   |   |   |   |   |   |   |   |   |   |   |   |   |   |   |   |   |    |    |    |    | F  |    |
| 20 km snelwandelen   |   |   |   |   | F |   |   |   |   |   |   |   |   |   |   |   |   |    |    |    |    |    |    |
| 50 km snelwandelen   |   |   |   |   |   |   |   |   |   |   |   |   |   |   |   |   |   |    |    | F  |    |    |    |
| Verspringen          |   | Q |   |   | F |   |   |   |   |   |   |   |   |   |   |   |   |    |    |    |    |    |    |
| Hink-stap-springen   |   |   |   |   |   |   |   |   |   |   | Q |   |   |   |   |   | F |    |    |    |    |    |    |
| Hoogspringen         |   |   |   |   |   |   | Q | Q |   |   |   | F |   |   |   |   |   |    |    |    |    |    |    |
| Polsstokhoogspringen |   |   |   |   |   |   |   |   |   |   |   |   |   | Q | Q |   |   |    | F  |    |    |    |    |
| Kogelstoten          | Q | F |   |   |   |   |   |   |   |   |   |   |   |   |   |   |   |    |    |    |    |    |    |
| Discuswerpen         |   |   |   |   |   |   |   |   | Q |   |   | F |   |   |   |   |   |    |    |    |    |    |    |
| Speerwerpen          |   |   |   |   |   |   |   |   |   |   |   |   |   | Q | Q |   |   |    |    |    | F  |    |    |
| Kogelslingeren       | Q |   |   |   |   |   | F | F |   |   |   |   |   |   |   |   |   |    |    |    |    |    |    |
| Tienkamp             |   |   |   |   |   |   |   |   |   |   |   |   | F | F | F | F | F |    |    |    |    |    |    |

| Datum →              | 3 | 3 | 4 | 4 | 4 | 5 | 5 | 6 | 6 | 7 | 7 | 8 | 8 | 9 | 9 | 10 | 10 | 11 | 11 | 12 | 12 |
| Onderdeel ↓          | O | A | O | A | A | O | A | O | A | O | A | O | A | O | A | O  | A  | O  | A  | O  | A  |
| -------------------- | - | - | - | - | - | - | - | - | - | - | - | - | - | - | - | -- | -- | -- | -- | -- | -- |
| 100 m                |   | S |   | ½ | F |   |   |   |   |   |   |   |   |   |   |    |    |    |    |    |    |
| 200 m                |   |   |   |   |   |   |   |   | S |   | ½ |   | F |   |   |    |    |    |    |    |    |
| 400 m                | S |   |   | ½ | ½ |   | F |   |   |   |   |   |   |   |   |    |    |    |    |    |    |
| 800 m                |   |   |   |   |   |   |   |   |   |   |   | S |   |   | ½ |    |    |    | F  |    |    |
| 1500 m               |   |   |   |   |   |   |   | S |   |   |   |   | ½ |   |   |    | F  |    |    |    |    |
| 5000 m               |   |   |   |   |   |   |   |   |   | S |   |   |   |   |   |    | F  |    |    |    |    |
| 10.000 m             |   | F |   |   |   |   |   |   |   |   |   |   |   |   |   |    |    |    |    |    |    |
| 100 m horden         |   |   |   |   |   |   |   | S |   |   | ½ |   | F |   |   |    |    |    |    |    |    |
| 400 m horden         |   |   |   |   |   |   | S |   | ½ |   | F |   |   |   |   |    |    |    |    |    |    |
| 3000 m steeplechase  |   |   | S |   |   |   |   |   | F |   |   |   |   |   |   |    |    |    |    |    |    |
| 4x100 m              |   |   |   |   |   |   |   |   |   |   |   |   |   |   | S |    | F  |    |    |    |    |
| 4x400 m              |   |   |   |   |   |   |   |   |   |   |   |   |   |   |   |    | S  |    | F  |    |    |
| Marathon             |   |   |   |   |   | F |   |   |   |   |   |   |   |   |   |    |    |    |    |    |    |
| 20 km snelwandelen   |   |   |   |   |   |   |   |   |   |   |   |   |   |   |   |    |    |    | F  |    |    |
| Verspringen          |   |   |   |   |   |   |   |   |   |   | Q |   | F |   |   |    |    |    |    |    |    |
| Hink-stap-springen   | Q |   |   |   |   |   | F |   |   |   |   |   |   |   |   |    |    |    |    |    |    |
| Hoogspringen         |   |   |   |   |   |   |   |   |   |   |   |   |   | Q |   |    |    |    | F  |    |    |
| Polsstokhoogspringen |   |   |   | Q | Q |   |   |   | F |   |   |   |   |   |   |    |    |    |    |    |    |
| Kogelstoten          |   |   |   |   |   |   |   | Q | F |   |   |   |   |   |   |    |    |    |    |    |    |
| Discuswerpen         |   | Q |   | F | F |   |   |   |   |   |   |   |   |   |   |    |    |    |    |    |    |
| Speerwerpen          |   |   |   |   |   |   |   |   |   | Q |   |   |   |   | F |    |    |    |    |    |    |
| Kogelslingeren       |   |   |   |   |   |   |   |   |   |   |   | Q |   |   |   |    | F  |    |    |    |    |
| Zevenkamp            | F | F | F | F | F |   |   |   |   |   |   |   |   |   |   |    |    |    |    |    |    |

## Medaillewinnaars
LegendaWR = Wereldrecord   OR = Olympisch record   AR = Werelddeelrecord   NR = Nationaal record
WJR = Wereld jeugdrecord   WL = Beste jaarprestatie   PB = Persoonlijk record   SB = Beste seizoensprestatie

### Mannen
| Onderdeel            | Goud                                                                         | Goud       | Zilver                                                                                      | Zilver          | Brons                                                                            | Brons    |
| -------------------- | ---------------------------------------------------------------------------- | ---------- | ------------------------------------------------------------------------------------------- | --------------- | -------------------------------------------------------------------------------- | -------- |
| 100 m                | Usain Bolt Jamaica                                                           | 9,63 OR    | Yohan Blake Jamaica                                                                         | 9,75            | Justin Gatlin Verenigde Staten                                                   | 9,79     |
| 200 m                | Usain Bolt Jamaica                                                           | 19,32      | Yohan Blake Jamaica                                                                         | 19,44           | Warren Weir Jamaica                                                              | 19,84    |
| 400 m                | Kirani James Grenada                                                         | 43,94      | Luguelín Santos Dominicaanse Republiek                                                      | 44,46           | Lalonde Gordon Trinidad en Tobago                                                | 44,52    |
| 800 m                | David Rudisha Kenia                                                          | 1.40,91 WR | Nijel Amos Botswana                                                                         | 1.41,73 WJR, NR | Timothy Kitum Kenia                                                              | 1.42,53  |
| 1500 m               | Taoufik Makhloufi Algerije                                                   | 3.34,08    | Leonel Manzano Verenigde Staten                                                             | 3.34,79 SB      | Abdalaati Iguider Marokko                                                        | 3.35,13  |
| 5000 m               | Mo Farah Groot-Brittannië                                                    | 13.41,66   | Dejen Gebremeskel Ethiopië                                                                  | 13.41,98        | Thomas Longosiwa Kenia                                                           | 13.42,36 |
| 10000 m              | Mo Farah Groot-Brittannië                                                    | 27.30,42   | Galen Rupp Verenigde Staten                                                                 | 27.30,90        | Tariku Bekele Ethiopië                                                           | 27.31,43 |
| 110 m horden         | Aries Merritt Verenigde Staten                                               | 12,92      | Jason Richardson Verenigde Staten                                                           | 13,04           | Hansle Parchment Jamaica                                                         | 13,12 NR |
| 400 m horden         | Félix Sánchez Dominicaanse Republiek                                         | 47,63 SB   | Michael Tinsley Verenigde Staten                                                            | 47,91 PB        | Javier Culson Puerto Rico                                                        | 48,10    |
| 3000 m steeplechase  | Ezekiel Kemboi Kenia                                                         | 8.18,56    | Mahiedine Mekhissi-Benabbad Frankrijk                                                       | 8.19,08         | Abel Mutai Kenia                                                                 | 8.19,73  |
| 4×100 m              | Jamaica Nesta Carter Michael Frater Yohan Blake Usain Bolt Kemar Bailey-Cole | 36,84 WR   | Verenigde Staten Trell Kimmons Justin Gatlin Tyson Gay Ryan Bailey Jeff Demps Darvis Patton | 37,04 NR        | Trinidad en Tobago Keston Bledman Marc Burns Emmanuel Callender Richard Thompson | 38,12    |
| 4×400 m              | Bahama's Chris Brown Demetrius Pinder Michael Mathieu Ramon Miller           | 2.56,72    | Verenigde Staten Bryshon Nellum Joshua Mance Tony McQuay Angelo Taylor Manteo Mitchell      | 2.57,05         | Trinidad en Tobago Lalonde Gordon Jarrin Solomon Ade Alleyne-Forte Deon Lendore  | 2.59,40  |
| Marathon             | Stephen Kiprotich Oeganda                                                    | 2:08.01    | Abel Kirui Kenia                                                                            | 2:08.27         | Wilson Kipsang Kenia                                                             | 2:09.37  |
| 20 km snelwandelen   | Chen Ding China                                                              | 1:18.46 OR | Erick Barrondo Guatemala                                                                    | 1:18.57         | Wang Zhen China                                                                  | 1:19.25  |
| 50 km snelwandelen   | Jared Tallent Australië                                                      | 3:36.53 OR | Si Tianfeng China                                                                           | 3:37.16         | Robert Heffernan Ierland                                                         | 3:37.54  |
| Hoogspringen         | Ivan Oechov Rusland                                                          | 2,38 m     | Erik Kynard Verenigde Staten                                                                | 2,33 m          | Mutaz Essa Barshim Qatar Derek Drouin Canada Robert Grabarz Groot-Brittannië     | 2,29 m   |
| Polsstokhoogspringen | Renaud Lavillenie Frankrijk                                                  | 5,97 m     | Björn Otto Duitsland                                                                        | 5,91 m          | Raphael Holzdeppe Duitsland                                                      | 5,91 m   |
| Verspringen          | Greg Rutherford Groot-Brittannië                                             | 8,31 m     | Mitchell Watt Australië                                                                     | 8,16 m          | Will Claye Verenigde Staten                                                      | 8,12 m   |
| Hink-stap-springen   | Christian Taylor Verenigde Staten                                            | 17,81 m    | Will Claye Verenigde Staten                                                                 | 17,62 m         | Fabrizio Donato Italië                                                           | 17,48 m  |
| Kogelstoten          | Tomasz Majewski Polen                                                        | 21,89 m SB | David Storl Duitsland                                                                       | 21,86 m         | Reese Hoffa Verenigde Staten                                                     | 21,23 m  |
| Discuswerpen         | Robert Harting Duitsland                                                     | 68,27 m    | Ehsan Hadadi Iran                                                                           | 68,18 m         | Gerd Kanter Estland                                                              | 68,03 m  |
| Kogelslingeren       | Krisztián Pars Hongarije                                                     | 80,59 m    | Primož Kozmus Slovenië                                                                      | 79,36 m         | Koji Murofushi Japan                                                             | 78,71 m  |
| Speerwerpen          | Keshorn Walcott Trinidad en Tobago                                           | 84,58 m    | Antti Ruuskanen Finland                                                                     | 84,12 m         | Vítězslav Veselý CZE                                                             | 83,34 m  |
| Tienkamp             | Ashton Eaton Verenigde Staten                                                | 8869       | Trey Hardee Verenigde Staten                                                                | 8671            | Leonel Suárez Cuba                                                               | 8523     |

### Vrouwen
| Onderdeel            | Goud | Goud        | Zilver | Zilver      | Brons                                                                                         | Brons       |
| -------------------- | --- | ----------- | --- | ----------- | --------------------------------------------------------------------------------------------- | ----------- |
| 100 m                | Shelly-Ann Fraser-Pryce Jamaica                                                                                | 10,75       | Carmelita Jeter Verenigde Staten                                                                                                  | 10,78       | Veronica Campbell-Brown Jamaica                                                               | 10,81       |
| 200 m                | Allyson Felix Verenigde Staten                                                                                 | 21,88       | Shelly-Ann Fraser-Pryce Jamaica                                                                                                   | 22,09       | Carmelita Jeter Verenigde Staten                                                              | 22,14       |
| 400 m                | Sanya Richards-Ross Verenigde Staten                                                                           | 49,55       | Christine Ohuruogu Groot-Brittannië                                                                                               | 49,70       | DeeDee Trotter Verenigde Staten                                                               | 49,72       |
| 800 m                | Caster Semenya Zuid-Afrika                                                                                     | 1.57,23     | Jekaterina Poistogova Rusland | 1.57,53     | Pamela Jelimo KEN                                                                             | 1.57,59     |
| 1500 m               | Maryam Jamal Bahrein                                                                                           | 4.10,74     | Tatjana Tomasjova Rusland | 4.10,90     | Abeba Aregawi Ethiopië                                                                        | 4.11,03     |
| 5000 m               | Meseret Defar Ethiopië                                                                                         | 15.04,25    | Vivian Cheruiyot Kenia | 15.04,73    | Tirunesh Dibaba Ethiopië                                                                      | 15.05,15    |
| 10000 m              | Tirunesh Dibaba Ethiopië                                                                                       | 30.20,75 SB | Sally Kipyego Kenia | 30.26,37 PB | Vivian Cheruiyot Kenia                                                                        | 30.30,44 PB |
| 100 m horden         | Sally Pearson Australië                                                                                        | 12,35 OR    | Dawn Harper Verenigde Staten | 12,37 PB    | Kellie Wells Verenigde Staten                                                                 | 12,48 PB    |
| 400 meter horden     | Lashinda Demus Verenigde Staten                                                                                | 52,77       | Zuzana Hejnová Tsjechië | 53,38       | Kaliece Spencer Jamaica                                                                       | 53,66       |
| 3000 m steeplechase  | Habiba Ghribi Tunesië                                                                                          | 9.08,37     | Sofia Assefa Ethiopië | 9.09,84     | Milcah Chemos Cheywa Kenia                                                                    | 9.09,88     |
| 4×100 m              | Verenigde Staten Tianna Madison Allyson Felix Bianca Knight Carmelita Jeter Jeneba Tarmoh Lauryn Williams      | 40,82 WR    | Jamaica Shelly-Ann Fraser-Pryce Sherone Simpson Veronica Campbell-Brown Kerron Stewart Samantha Henry-Robinson Schillonie Calvert | 41,41 NR    | Oekraïne Olesja Povch Hrystyna Stoej Marija Rjemjen Jelizaveta Bryzhina                       | 42,04 NR    |
| 4×400 m              | Verenigde Staten DeeDee Trotter Allyson Felix Francena McCorory Sanya Richards-Ross Keshia Baker Diamond Dixon | 3.16,87     | Rusland Joelia Goesjtsjina Antonina Krivosjapka Tatjana Firova Natalja Antjoech Anastasia Kapatsjinskaja Natalja Nazarova         | 3.20,23     | Jamaica Christine Day Rosemarie Whyte Shericka Williams Novlene Williams-Mills Shereefa Lloyd | 3.20,95     |
| Marathon             | Tiki Gelana Ethiopië                                                                                           | 2:23.07     | Priscah Jeptoo Kenia | 2:23.12     | Tatjana Petrova Archipova Rusland                                                             | 2:23.29     |
| 20 km snelwandelen   | Jelena Lasjmanova Rusland                                                                                      | 1:25.02     | Olga Kaniskina Rusland | 1:25.09     | Qieyang Shenjie China                                                                         | 1:25.16     |
| Hoogspringen         | Anna Tsjitsjerova Rusland                                                                                      | 2,05 m      | Brigetta Barrett Verenigde Staten                                                                                                 | 2,03 m PB   | Svetlana Sjkolina Rusland                                                                     | 2,03 m      |
| Polsstokhoogspringen | Jennifer Suhr Verenigde Staten                                                                                 | 4,75 m      | Yarisley Silva Cuba | 4,75 m      | Jelena Isinbajeva Rusland                                                                     | 4,70 m      |
| Verspringen          | Brittney Reese Verenigde Staten                                                                                | 7,12 m      | Jelena Sokolova Rusland | 7,07 m      | Janay DeLoach Verenigde Staten                                                                | 6,89 m      |
| Hink-stap-springen   | Olga Rypakova Kazachstan                                                                                       | 14,98 m     | Caterine Ibargüen Colombia | 14,80 m     | Olha Saladoecha Oekraïne                                                                      | 14,79 m     |
| Kogelstoten          | Valerie Adams Nieuw-Zeeland                                                                                    | 20,70 m     | Jevgenia Kolodko Rusland | 20,48 m PB  | Gong Lijiao China                                                                             | 20,22 m SB  |
| Discuswerpen         | Sandra Perković Kroatië                                                                                        | 69,11 m     | Darja Pisjtsjalnikova Rusland | 67,56 m     | Li Yanfeng China                                                                              | 67,22 m     |
| Kogelslingeren       | Anita Włodarczyk Polen                                                                                         | 77,60 m OR  | Betty Heidler Duitsland | 77,13 m     | Zhang Wenxiu China                                                                            | 76,34 m     |
| Speerwerpen          | Barbora Špotáková Tsjechië                                                                                     | 69,55 m     | Christina Obergföll Duitsland | 65,16 m     | Linda Stahl Duitsland                                                                         | 64,91 m     |
| Zevenkamp            | Jessica Ennis Groot-Brittannië                                                                                 | 6955 NR     | Lilli Schwarzkopf Duitsland | 6649 PB     | Tatjana Tsjernova Rusland                                                                     | 6628        |

## Medaillespiegel
| Plaats | Land                   | NOC    | Goud | Zilver | Brons | Totaal |
| ------ | ---------------------- | ------ | ---- | ------ | ----- | ------ |
| 1      | Verenigde Staten       | USA    | 9    | 13     | 7     | 29     |
| 2      | Rusland                | RUS    | 8    | 5      | 5     | 18     |
| 3      | Jamaica                | JAM    | 4    | 4      | 4     | 12     |
| 4      | Groot-Brittannië       | GBR    | 4    | 1      | 1     | 6      |
| 5      | Ethiopië               | ETH    | 3    | 1      | 3     | 7      |
| 6      | Kenia                  | KEN    | 2    | 4      | 5     | 9      |
| 7      | Duitsland              | GER    | 1    | 4      | 3     | 8      |
| 8      | Australië              | AUS    | 1    | 2      | 0     | 3      |
| 9      | Dominicaanse Republiek | DOM    | 1    | 1      | 0     | 2      |
| 9      | Frankrijk              | FRA    | 1    | 1      | 0     | 2      |
| 9      | Polen                  | POL    | 1    | 1      | 0     | 2      |
| 9      | Turkije                | TUR    | 1    | 1      | 0     | 2      |
| 13     | China                  | CHN    | 1    | 0      | 5     | 6      |
| 14     | Trinidad en Tobago     | TRI    | 1    | 0      | 3     | 4      |
| 15     | Tsjechië               | CZE    | 1    | 0      | 1     | 2      |
| 16     | Algerije               | ALG    | 1    | 0      | 0     | 1      |
| 16     | Bahama's               | BAH    | 1    | 0      | 0     | 1      |
| 16     | Grenada                | GRN    | 1    | 0      | 0     | 1      |
| 16     | Hongarije              | HUN    | 1    | 0      | 0     | 1      |
| 16     | Kazachstan             | KAZ    | 1    | 0      | 0     | 1      |
| 16     | Kroatië                | CRO    | 1    | 0      | 0     | 1      |
| 16     | Nieuw-Zeeland          | NZL    | 1    | 0      | 0     | 1      |
| 16     | Oeganda                | UGA    | 1    | 0      | 0     | 1      |
| 24     | Oekraïne               | UKR    | 0    | 1      | 2     | 3      |
| 25     | Cuba                   | CUB    | 0    | 1      | 1     | 2      |
| 26     | Botswana               | BOT    | 0    | 1      | 0     | 1      |
| 26     | Colombia               | COL    | 0    | 1      | 0     | 1      |
| 26     | Guatemala              | GUA    | 0    | 1      | 0     | 1      |
| 26     | Iran                   | IRI    | 0    | 1      | 0     | 1      |
| 26     | Slovenië               | SLO    | 0    | 1      | 0     | 1      |
| 26     | Tunesië                | TUN    | 0    | 1      | 0     | 1      |
| 26     | Zuid-Afrika            | RSA    | 0    | 1      | 0     | 1      |
| 33     | Bahrein                | BRN    | 0    | 0      | 1     | 1      |
| 33     | Canada                 | CAN    | 0    | 0      | 1     | 1      |
| 33     | Estland                | EST    | 0    | 0      | 1     | 1      |
| 33     | Finland                | FIN    | 0    | 0      | 1     | 1      |
| 33     | Italië                 | ITA    | 0    | 0      | 1     | 1      |
| 33     | Japan                  | JPN    | 0    | 0      | 1     | 1      |
| 33     | Marokko                | MAR    | 0    | 0      | 1     | 1      |
| 33     | Puerto Rico            | PUR    | 0    | 0      | 1     | 1      |
| 33     | Qatar                  | QAT    | 0    | 0      | 1     | 1      |
| Totaal | Totaal                 | Totaal | 47   | 47     | 49    | 143    |

Athene 1896 · Parijs 1900 · St. Louis 1904 · Londen 1908 · Stockholm 1912 · Antwerpen 1920 · Parijs 1924 · Amsterdam 1928 · Los Angeles 1932 · Berlijn 1936 · Londen 1948 · Helsinki 1952 · Melbourne 1956 · Rome 1960 · Tokio 1964 · Mexico-stad 1968 · München 1972 · Montréal 1976 · Moskou 1980 · Los Angeles 1984 · Seoel 1988 · Barcelona 1992 · Atlanta 1996 · Sydney 2000 · Athene 2004 · Peking 2008 · Londen 2012 · Rio de Janeiro 2016  · Tokio 2020  · Parijs 2024  · Los Angeles 2028 
Medaillewinnaars mannen · vrouwen · gemengd
Atletiek · Badminton · Basketbal · Boksen · Boogschieten · Gewichtheffen · Gymnastiek · Handbal · Hockey · Judo · Kanovaren · Moderne vijfkamp · Paardensport · Roeien · Schermen · Schietsport · Schoonspringen · Synchroonzwemmen · Taekwondo · Tafeltennis · Tennis · Triatlon · Voetbal · Volleybal · Waterpolo · Wielersport · Worstelen · Zeilen · Zwemmen